# Aur Kuning (Kampar Kiri Hulu)
Aur Kuning is een bestuurslaag in het regentschap Kampar van de provincie Riau, Indonesië. Aur Kuning telt 631 inwoners (volkstelling 2010).